# In all deinen Farben
In all deinen Farben ist ein Lied der deutschen Schlagerband Wolkenfrei aus dem Jahr 2015, die allerdings nur noch durch die Sängerin Vanessa Mai verkörpert wurde, nachdem Marc Fischer und Stefan Kinski kurz zuvor die Band verlassen hatten. Das Stück ist die dritte Singleauskopplung aus ihrem zweiten Studioalbum Wachgeküsst.

## Entstehung und Artwork
Geschrieben wurde das Lied gemeinsam von Tamara Olorga und Lena Pesch. Für die Abmischung, das Arrangement, Teile der Instrumentierung und die Musikproduktion zeichnete Felix Gauder verantwortlich. Für die Instrumentierung spielte Gauder das Keyboard ein, während die Gitarre durch Hannes Butzer sowie George Kousa eingespielt wurde. Die Aufnahme sowie der Produktionsprozess erfolgten in den Stuttgarter Jojo Music Studios.
Während die Autorin Pesch hierbei einmalig mit der Band beziehungsweise Vanessa Mai zusammengearbeitet hat, schrieb Olorga mit Felsenfest einen weiteren Titel für das Album Wachgeküsst (Juli 2015). Darüber hinaus schrieb sie für Mais viertes Studioalbum Regenbogen (August 2017) das Stück Wie es einmal war. Gauder begann bereits mit der Albumproduktion zu Endlos verliebt (Februar 2014) beziehungsweise der Debütsingle Jeans, T-Shirt und Freiheit (Juli 2013) eine langjährige Zusammenarbeit mit der Band und zu Teilen auch mit Sängerin Vanessa Mai, über das Ende des Bandprojektes hinaus. So war er nicht nur an der Produktion des Debütalbums beteiligt, sondern auch am Nachfolger Wachgeküsst, an Mais Soloalben Regenbogen und Schlager (August 2018) sowie dem Wolkenfrei-Comeback Hotel Tropicana (März 2023).
Auf dem Frontcover der Single ist – neben Liedtitel und Interpretenangabe – Wolkenfrei-Sängerin Vanessa Mai zu sehen. Es zeigt sie hüftaufwärts, in schwarzer Hose und weißem ärmellosen Top, während sie eine Hand in der Hosentasche, die andere auf ihre Schulter gelegt und den Blick zur Kamera gerichtet hat. Das Bild wurde während den Dreharbeiten zum dazugehörigen Musikvideo geschossen, das Artwork wurde jedoch farblich so umgestaltet, dass der Hintergrund, eine Lagerhalle, hier nicht mehr direkt ersichtlich ist.

## Veröffentlichung und Promotion
Die Erstveröffentlichung von In all deinen Farben erfolgte als Promo-Single am 5. Juni 2015 bei Ariola. Diese erschien exklusiv als digitaler Einzeltrack zum Download und Streaming auf Amazon. Der Vertrieb erfolgte durch Sony Music Entertainment, verlegt wurde das Lied durch AFM Publishing, Edition Conaha und den Rudi Schedler Musikverlag. Am 10. Juli 2015 erschien das Lied als Teil von Wolkenfreis zweiten Studioalbum Wachgeküsst (Katalognummer: 88875 05029 2), ehe es am 10. Dezember desselben Jahres als dritte und letzte Singleauskopplung aus dem Album veröffentlicht wurde. Die Single erschien zunächst als digitaler Einzeltrack zum Download und Streaming, in der sogenannten „Winter Version“ (Katalognummer: 886445665062). Am 7. Januar des Folgejahres erschien eine digitale Remix-Single mit acht verschiedenen Versionen des Liedes (Katalognummer: 886445633313), darunter Remixe namhafter Künstler wie Rico Bernasconi oder auch Jonny Nevs (DJ Shog). In den folgenden Jahren wurde der Titel auf diversen weiteren Alben von Wolkenfrei und Vanessa Mai veröffentlicht, so unter anderem Liveversionen auf Wachgeküsst – Live aus dem Parktheater Augsburg (Oktober 2015) und Für Dich – Live aus Berlin (Januar 2017), eine Akustikversion auf der Kompilation Für Dich – Akustik Best Of (Juli 2017), oder eine neue Version auf Mais fünften Studioalbum Schlager.
Um das Lied zu bewerben, erschien mit der Veröffentlichung der Promo-Single eine Akustikversion auf YouTube, die im Zuge der Filtr Akustik-Session entstanden ist. Begleitet wurde die Sängerin dabei von  Markus Braun (Kontrabass), Martin Hauser (Perkussion), Andrea Josten (Chor), George Kousa (Arrangement und Gitarre), René Letters (Schlagzeug), Florian Lipphardt (Piano) und Nikola Sofranac (Chor und Gitarre). Die gesamte Akustik-Session ist auch Teil der Premiumversion zu Wachgeküsst. Darüber hinaus erfolgte ein Liveauftritt zur Hauptsendezeit in der ARD-Show Adventsfest der 100.000 Lichter am 28. November 2015.
Remixversionen
- In all deinen Farben (Jonny Nevs Club Mix)
- In all deinen Farben (Jonny Nevs Radio Edit)
- In all deinen Farben (Jonny Nevs Remix)
- In all deinen Farben (Rico Bernasconi Radio Edit)
- In all deinen Farben (Rico Bernasconi Remix)
- In all deinen Farben (Winter Version)
- In all deinen Farben (Wundaba Radio Edit)
- In all deinen Farben (Wundaba Remix)

## Inhalt
| „Du bist wie Frühling im Winter. Bist meine Lieblingsgalerie. Du bist noch tausendmal bunter. Als die Blüten meiner Fantasie. Und in all deine Farben. Verliebte ich mich. Und in all deinen Farben. Liebe ich dich.“ – Refrain, Originalauszug | Der Liedtext zu In all deinen Farben ist in deutscher Sprache verfasst und stammt von Tamara Olorga und Lena Pesch. Beide Texter waren zugleich für die Komposition zuständig und komponierten die Musik in C-Dur mit 116 Schlägen pro Minute. Musikalisch bewegt sich das Lied in den Bereichen der Popmusik und des Schlagers, stilistisch im Bereich des Popschlagers. Inhaltlich handelt es sich bei In all deinen Farben um ein Liebeslied, in dem die Protagonistin die Liebe nicht nur durch die rosa-rote Brille beschreibt, sondern auch die Liebe und Loyalität in schwierigeren Zeiten zum Ausdruck bringt. Der Text beschreibe „sehr“ bildhaft, wie auch manch schwarzer Schleier eine wahre Liebe nicht ersticken könne; vorausgesetzt die Sonne blitze irgendwann hervor. Die Sängerin besingt dabei die Liebe zu Andreas Ferber, dem Stiefsohn von Andrea Berg. Dieser ist zum Veröffentlichungszeitpunkt nicht nur ihr Verlobter, sondern auch Manager sowie späterer Ehemann (2017). |

Aufgebaut ist das Lied aus zwei Strophen, einem Refrain und einem Outro. Es beginnt mit der ersten Strophe, die als Vierzeiler geschrieben wurde. Auf diese folgt zunächst der zweizeilige Prechorus, ehe der Hauptteil des Refrains einsetzt, welcher acht Zeilen umfasst. Der gleiche Aufbau wiederholt sich mit der zweiten Strophe. Danch endet das Lied mit dem Outro, das lediglich eine Wiederholung der zweiten Refrainhälfte darstellt. Der Hauptgesang stammt von Vanessa Mai, im Begleitgesang sind unter anderem ihr Bandkollege Stefan Kinski sowie Annasarah, Olaf Bossi, Jenny Marsala, Jutta Mesch und Oliver Nova zu hören.

## Musikvideo
Das Musikvideo zu In all deinen Farben feierte seine Premiere am 25. November 2015 auf der Videoplattform YouTube. Dieses zeigt lediglich Vanessa Mai, die sich durch eine leere Lager- beziehungsweise Fabrikhalle bewegt und dabei das Lied singt. Als eine Art wiederkehrendes Element wurde dabei die Sonne inszeniert, deren Strahlen immer wieder in den Vordergrund rücken. Die Gesamtlänge des Videos beträgt 3:31 Minuten. Bis August 2025 zählte das Video über drei Millionen Aufrufe auf YouTube. Das gleiche Video wurde am 18. Dezember 2015 nochmals neu hochgeladen, diesmal allerdings mit dem Rico-Bernasconi-Remix unterlegt.
Darüber hinaus erschien zu Promozwecken – mit der Albumveröffentlichung – ein 38-sekündiges Kurzvideo, das lediglich Mai, in einem schwarzen Outfit, vor einem weißen Hintergrund, zeigt. Dieses war auch Teil der 65-minütigen Dokumentation Wolkenfrei Wolke 7 – Das TV-Spezial, das einen Tag vor der Albumveröffentlichung beim Deutschen Musik Fernsehen ausgestrahlt wurde.

## Mitwirkende
| Liedproduktion - Annasarah: Begleitgesang - Olaf Bossi: Begleitgesang - Hannes Butzer: Gitarre - Felix Gauder: Abmischung, Arrangement, Keyboard, Musikproduktion - Stefan Kinski: Begleitgesang - George Kousa: Gitarre - Vanessa Mai: Gesang - Jenny Marsala: Begleitgesang - Jutta Mesch: Begleitgesang - Oliver Nova: Begleitgesang - Tamara Olorga: Komposition, Liedtext - Lena Pesch: Komposition, Liedtext | Unternehmen - AFM Publishing: Verlag - Ariola: Musiklabel - Edition Conaha: Verlag - Jojo Music Studios: Tonstudio - Rudi Schedler Musikverlag: Verlag - Sony Music Entertainment: Vertrieb |

## Rezeption
Karsten Heimberger vom deutschsprachigen Online-Magazin Salsango ist der Meinung, dass man zu In all deinen Farben gar nichts weiter schreiben müsse: „Einfach Video anklicken und genießen“. Die Stimme von Vanessa Mai passe vor allem perfekt zur akustischen Darbietung des Liedes.
Melanie Gladbach von SchlagerPlanet stellte fest, dass die verschiedenen Singleauskopplungen von Wolkenfrei wohl der Chronologie folgen würden, wenn aus einer kleinen Schwärmerei mehr werde. Anfangs schwebe die Sängerin noch auf „Wolke 7“, dann wurde sie endlich „wachgeküsst“ und jetzt liebe sie ihren Schatz „In all seinen Farben“. Während Wolke 7 eine lebendige Up-tempo-Nummer gewesen sei, Wachgeküsst an einen rosa Mädchen-Traum erinnere, komme mit diesem Titel etwas mehr Ernsthaftigkeit hinzu. Aus der rosa-roten Brille werde ein schwarzer Schleier, der offenbare: „Auch die schönste Liebe ist nicht immer einfach.“
Im einer Rezension des deutschsprachigen Online-Magazins Smago! hieß es: „Vanessa Mai veröffentlicht mit In all deinen Farben die dritte Singleauskopplung ihres Hitalbums Wachgeküsst und gleichzeitig die erste Ballade. Damit beweist sie erneut – und vielleicht noch vehementer als zuvor – ihre außergewöhnlichen stimmlichen Qualitäten.“ In all deinen Farben sei eine pure Liebeserklärung, in der die Sängerin mit gefühlsbetonter Atmosphäre den passenden Soundtrack zur Jahreszeit biete. Mit dem Lied öffne Mai auch ein neues Kapitel ihres musikalischen Spektrums und zeige, dass sie die ruhigen Moll-Töne genauso perfekt beherrsche wie animierenden Partysound.